# Озеро Заплавне (заказник)
Озеро Заплавне — ландшафтний заказник місцевого значення в Україні. Розташований у Дарницькому районі міста Києва, на озері Заплавне.
Заказник створено рішенням Київської міської ради № 4595/4636 від 14.5.2022.

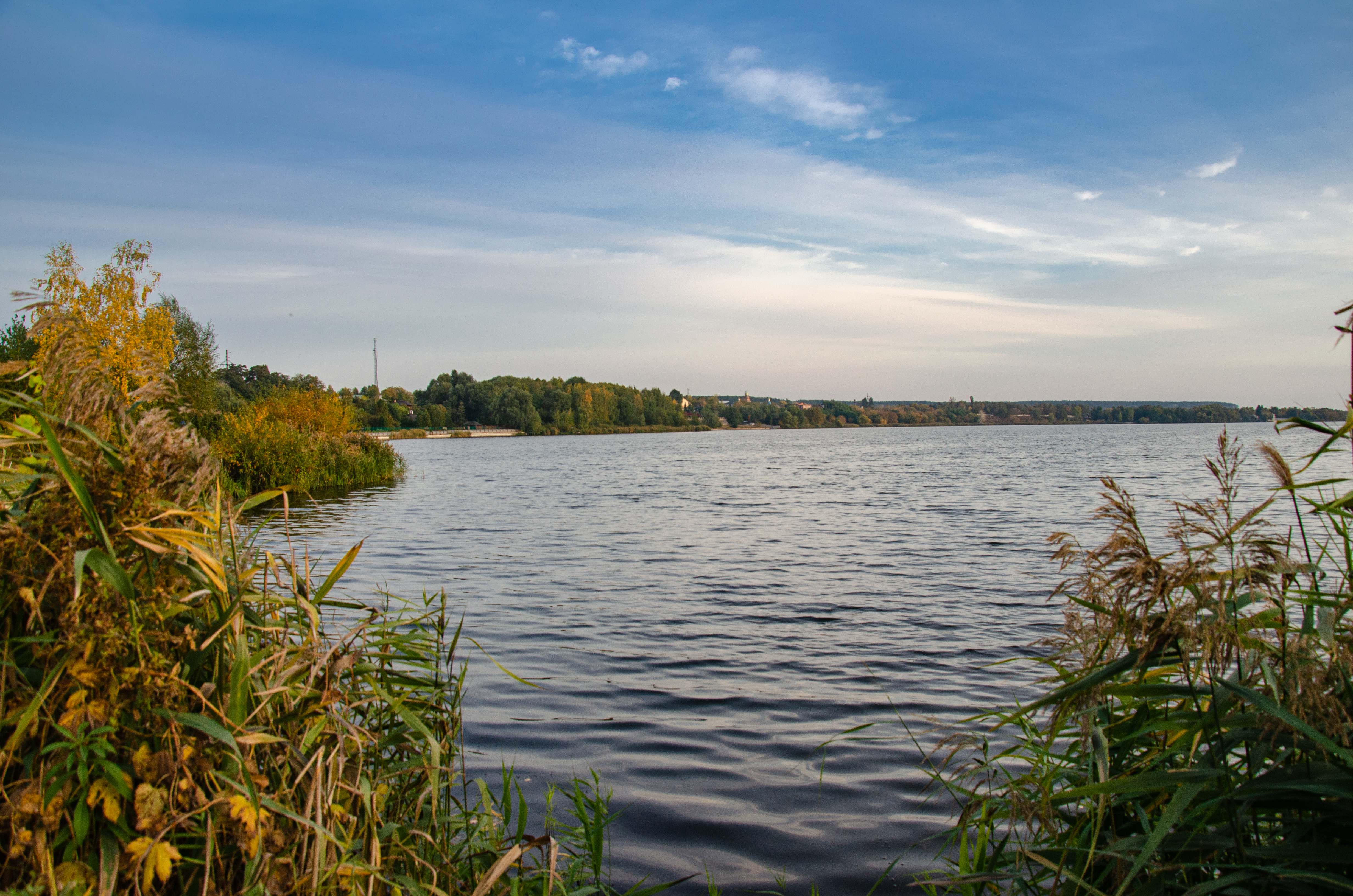
Озеро Заплавне, Бортничі

## Опис
Ландшафтний заказник створено в межах одного з найбільших озер Києва. На його території мешкають три види амфібій, серед яких – ропуха зелена та жаба гостроморда, що перебувають під охороною Бернської конвенції. Крім того, тут гніздяться 11 видів птахів.

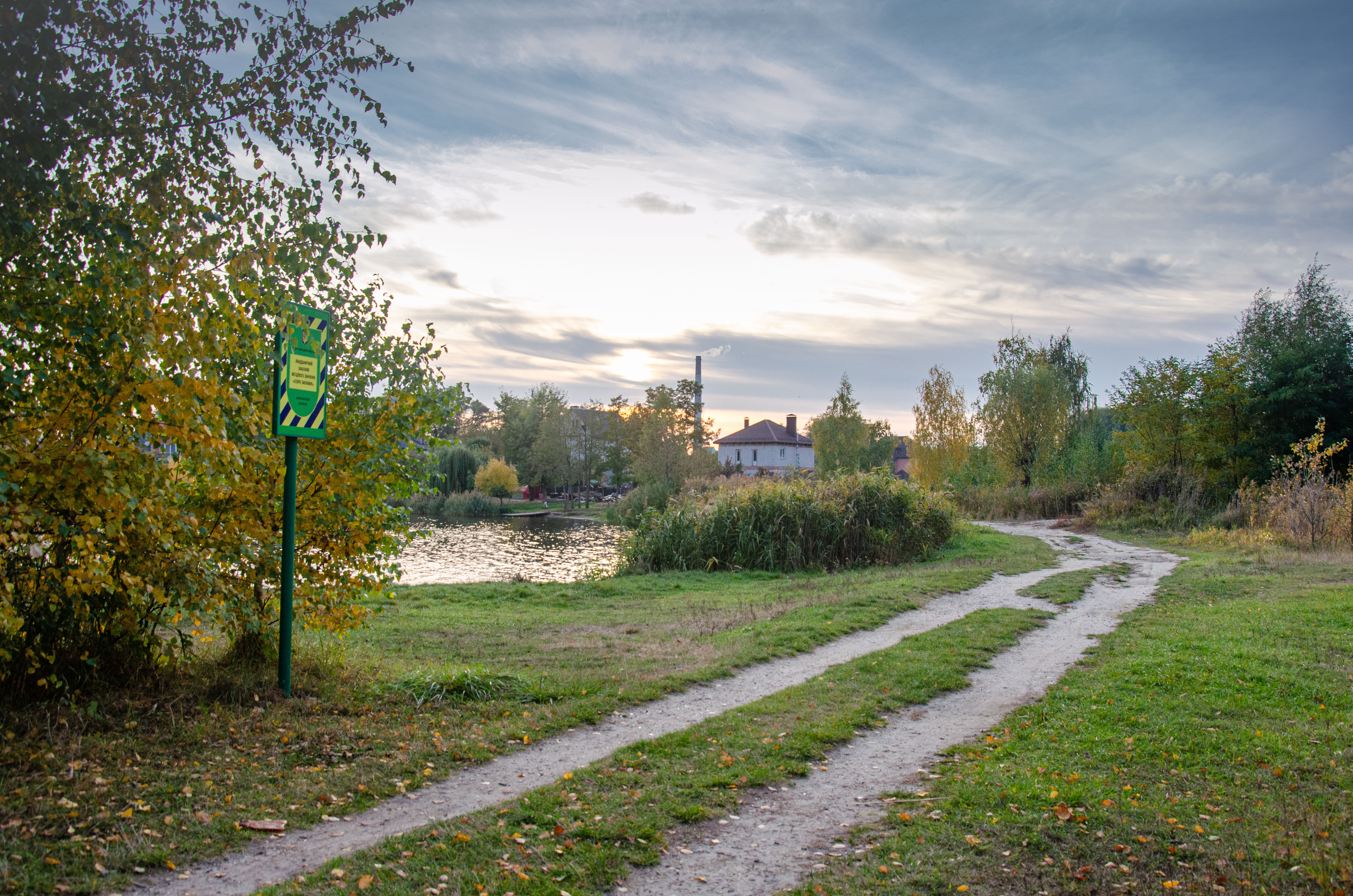
Озеро Заплавне, Бортничі